# Erps-Kwerps

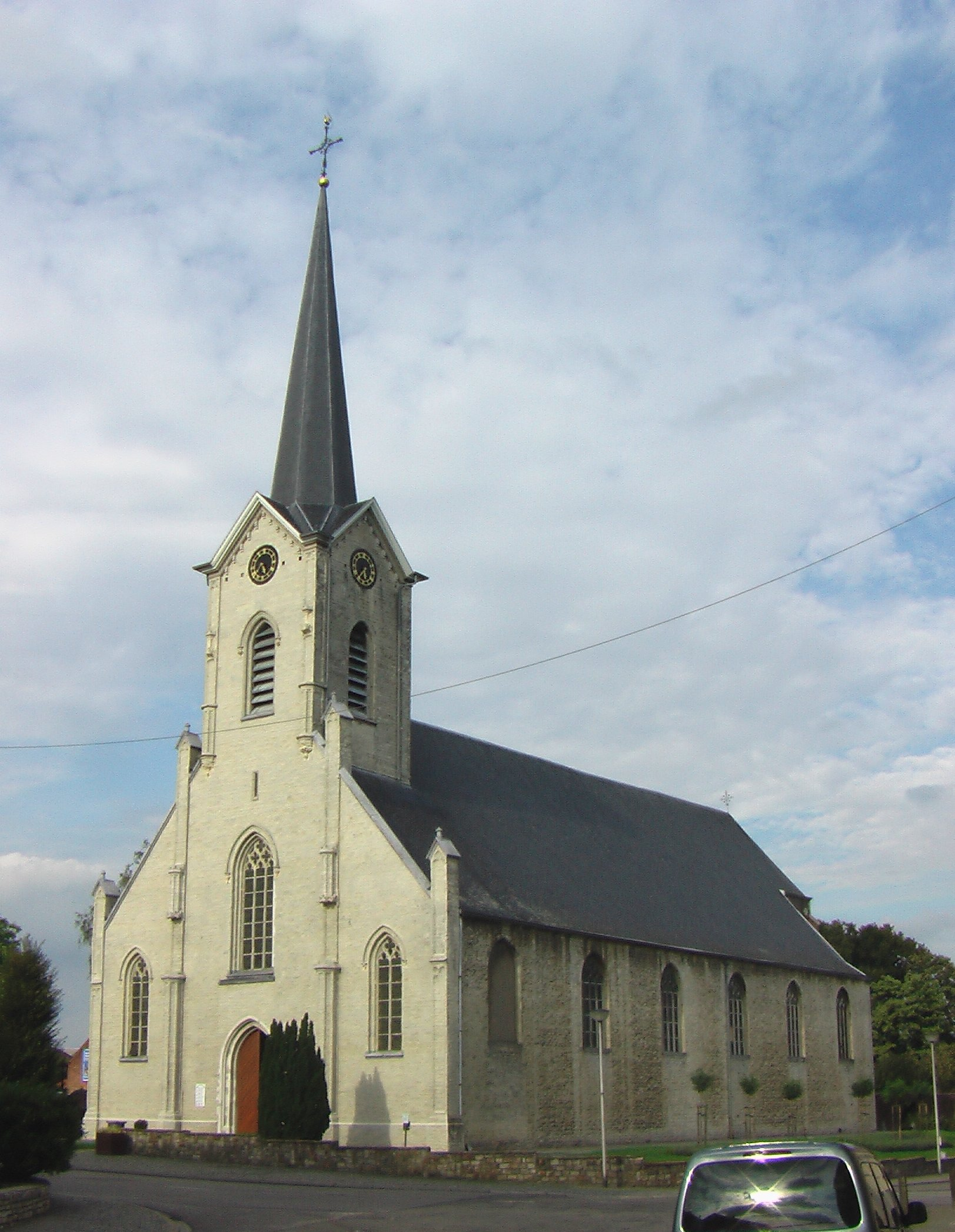
Kirche der Gemeinde Erps (1864)

Erps-Kwerps ist ein Dorf in der belgischen Provinz Flämisch-Brabant und ein Ortsteil von Kortenberg. Erps-Kwerps hat eine Fläche von 1594 Hektar und ist damit die größte Teilgemeinde von Kortenberg. Nachbarorte sind Nederokkerzeel (Gemeinde Kampenhout), Kortenberg, Veltem, Meerbeek und Everberg.
Das Dorf liegt in der Verlängerung der Landebahn 07R/25L des Flughafens Brüssel-Zaventem. Es befindet sich auch an der sogenannten „Brabantse Groentenstreek“, der „Brabanter Gemüsestraße“; es wird vor allem Chicorée angebaut. In Erps-Kwerps gibt es zwei Pfarreien, Erps und Kwerps, mit je einer eigenen Kirche. Die Kirche von Kwerps hat einen Chor aus dem 17. Jahrhundert und einen spätromanischen Turm.
Erps-Kwerps liegt an der Bahnstrecke Brüssel–Lüttich.